# Pobles indígenes del Brasil
Els pobles indígenes del Brasil comprenen un gran nombre de diferents grups ètnics que habitaven l'actual territori brasiler abans de l'arribada dels europeus al segle xvi.

Repartiment de la població indígena el 2022

## Història i processos d'adaptació

### Origen

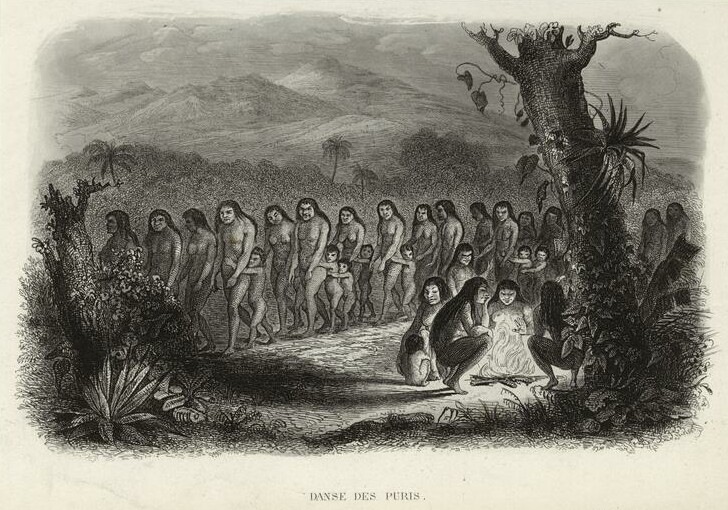
Dansa puri.

Existeixen dues tesis que expliquen el poblament humà del continent americà. Una d'elles sosté que la majoria dels nadius americans descendeixen de tribus migratòries provinents de Sibèria, en el nord asiàtic, les que van creuar pel Pont de Beringia i després es van separar en diferents adreces. A Brasil, particularment, la majoria de les tribus natives que habitaven el territori cap a l'any 1500 es pensa que descendeixen de la primera onada d'immigrants, els qui haurien arribat a Amèrica cap a l'any 9000 aC. durant l'últim període glacial, aconseguint la conca de l'Amazones al voltant del 6000 aC., després d'haver passat l'istme de Panamà. Una segona hipòtesi es recolza en descobriments recents, tals com l'esquelet de Luzia a Lagoa Santa (Minas Gerais) han evidenciat la diferenciació morfològica entre el genotip asiàtic i l'aborigen americà, més similar al dels indígenes d'Àfrica i Austràlia. Aquests habitants primigenis posteriorment haurien estat desplaçats pels immigrants siberians, sent els nadius de la Patagònia i la Terra del Foc els últims representants d'aquestes poblacions aborígens.
Pel que fa al poblament del Brasil actual, al Parc nacional de Serra dona Capivara s'han trobat indicis no només d'una cultura, sinó de diverses cultures ordenades per edats geològiques que comproven l'existència de diversos grups amb organitzacions socials sofisticades, sent l'evidència d'això la troballa de peces de ceràmica, gots, escultures, i altres accessoris domèstics al costat d'esquelets de gegantescs animals prehistòrics. A Brasil, hi va habitar un ésser humà molt remot, des d'aproximadament 11.500 anys arqueològicament parlant, amb la seva cosmogonia i món simbòlic, que va deixar fòssils i objectes d'art, com a testimoniatges del seu passat. Va ocupar el territori en el Plistocè, caracteritzat per una gran inestabilitat ambiental. El clima era més sec i les temperatures sensiblement més baixes, hi havia poques taques de boscos i gran part de Brasil estava cobert per vegetació baixa. Encara no se sap res sobre aquestes poblacions, ja que els seus vestigis són escassos i difícils de trobar, ja que corresponen als primers bàndols nòmades de caçadors que van començar a recórrer el país, molt lentament. Les restes de les seves ocupacions estan enterrades en grans profunditats i poques van sobreviure al pas del temps. En les excavacions, generalment, s'hi troben amb prou feines lleus rastres d'antigues fogueres i uns quants fragments de pedra, probablement lasques. És a través de l'art rupestre, però, on més dades sobre la quotidianitat d'aquests pobles poden ser enteses. Les imatges dels caçadors brasilers del Plistocè mostren figures en moviment, revelant diverses escenes de la seva vida diària. La lluita, la caça, les danses rituals i el sexe il·lustren diferents panells. Les figures humanes es veuen portant bastons i com a armes, llençadores, carregant cistelles amb aliments recol·lectats o ballant al voltant d'un arbre.

### Trobada de dues cultures
Cap a inicis del segle xvi, el litoral Estat de Bahia estava ocupat per dues nacions indígenes del grup lingüístic tupí: els tupinambás, que ocupaven la faixa compresa entre la costa del Dendê i el riu São Francisco, i els tupiniquins, que s'estenien de la costa del Dendê fins al límit amb l'actual Estat d'Espírito Santo. Cap a l'interior, ocupant l'àrea paral·lela a aquella apropiada pels tupiniquins, estaven els aimorés. Aquests grups provenien d'Alt Xingú, en l'Amazònia i dominaven aquells territoris fa cinc segles, quan els europeus van arribar a Amèrica, un “Nuevo Mundo” que ràpidament va començar a explorar-se i colonitzar-se. Els espanyols van ser els primers, arribant pel mar Carib a les Antilles i des d'aquí a la resta del continent, principalment pel vessant occidental de la Serralada dels Andes. Els portuguesos, per la seva banda, van arribar a la costa brasilera, donant inici a un procés d'explotació dels nous territoris que s'estendria fins a les albors del segle xx, gradualment a les terres que estaven ocupades pels aborígens.
Després de quaranta-tres dies de viatge, el gentilhome portuguès Pedro Álvares Cabral va albirar la Monte Pascoal (a 156 km de Porto Seguro, en el litoral sud de l'estat de Badia) el 22 d'abril de 1500, tenint l'endemà el primer contacte amb els indígenes. El 24 d'abril, va seguir al llarg del litoral cap al nord a la recerca d'abric, fondejant en l'actual badia de Santa Cruz Cabrália, on va romandre fins al 2 de maig. Cabral va prendre possessió, en nom de la Corona portuguesa, de la nova terra, la qual va denominar Illa de Vera Cruz, reprenent després la ruta de Vasco da Gama rumb a les Índies. La trobada entre portuguesos i indígenes està molt bé documentat en la famosa «carta escrita per Però Vaz de Caminhaal rei Manuel I de Portugal». En ella s'evidencia que el xoc cultural va ser evident: els aborígens no reconeixien els animals que portaven els navegants, els qui els van oferir menjar i va venir que els indis van rebutjar. Al mateix temps, els portuguesos miraven amb fascinació els objectes que portaven els indígenes: joies de plata i d'or.

### Adaptació al model europeu: mestissatge i extermini

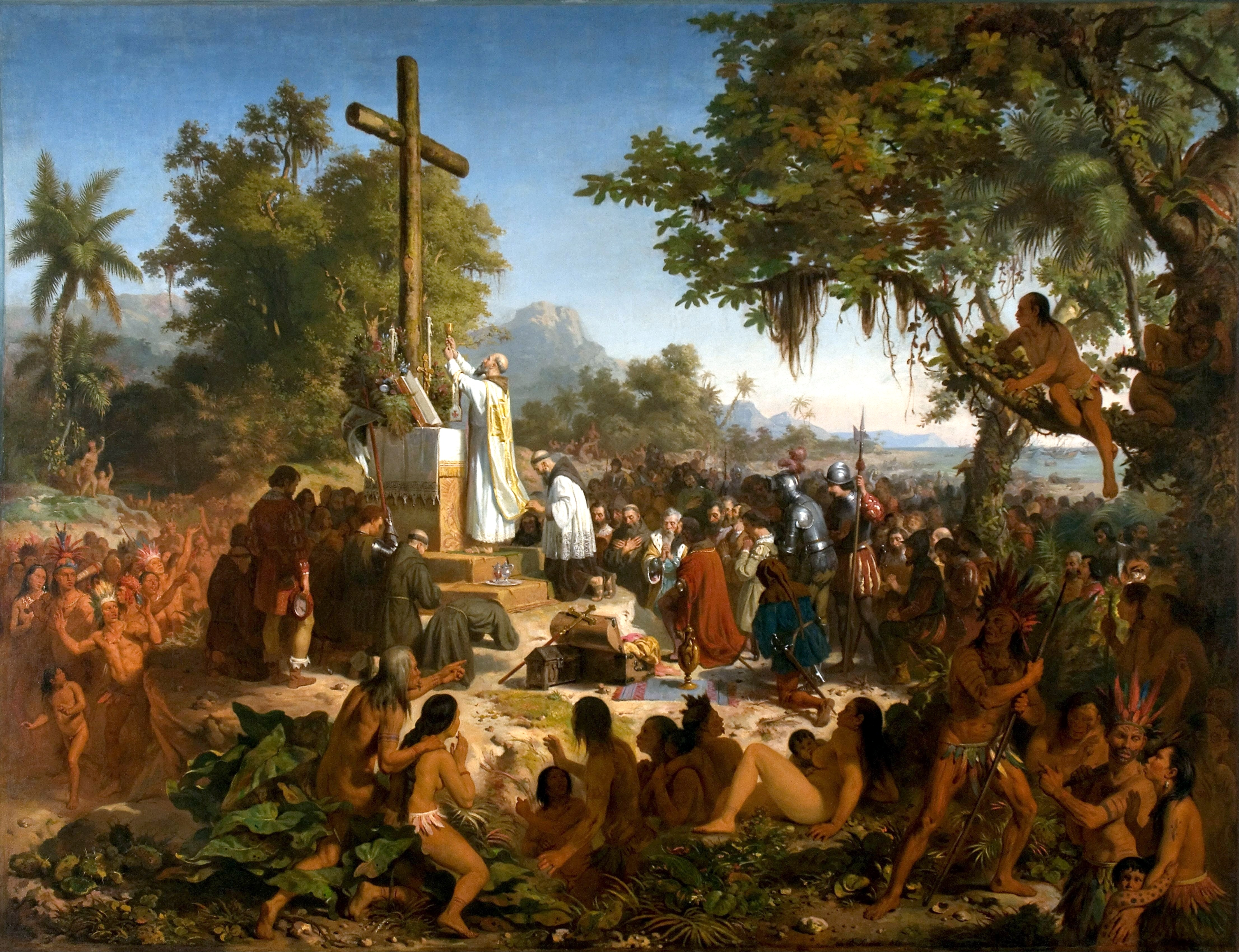
"La Primera Missa a Brasil" (1861), pintura de Victor Meirelles de Lima.

Els portuguesos no van mostrar molt interès per Brasil en un inici, perquè estava en auge el comerç d'espècies, i perquè estaven a la recerca de riqueses minerals, però el principal tresor que van trobar va ser el pal brasil, arbre d'on s'extreia una substància colorant, usada per tenyir teixits. La fusta, donada la seva gran resistència, era usada per a mobiliari i en la construcció de vaixells. Però com el comerç de pal brasil rendia molt menys que el pebre i la nou moscada, l'interès de Portugal es va limitar a l'enviament d'unes poques expedicions. Fins a 1530, la intervenció de Portugal es va resumir a l'enviament d'algunes esquadres per a la verificació de la costa, per a l'exploració comercial de pal brasil, fundant-se feitorias, establiments passatgers on s'emmagatzemava el pal brasil fins a l'arribada de la propera flota. Eren atacades constantment per vaixells francesos i sobretot per rebel·lions índies.
En un inici, arribaven a Brasil poques dones portugueses, la qual cosa va provocar un gran mestissatge, formant-se matrimonis interraciales (portuguesos-índies). Una segona generació, els seus fills mamelucs, coneixien la llengua nativa i tenien altres facilitats de relacionar-se amb els aborígens. Alguns es van convertir en famosos bandeirantes com Francisco Dias Velho. Alguns historiadors afirmen que a partir de 1516 és quan s'inicia realment la colonització, amb l'ordre de Manuel I de distribuir, gratuïtament, oficis als portuguesos disposats a poblar Brasil. El 1518, no obstant això, els indis exterminarien la colònia de Porto Segur, atacant l'església i una feitoria. Altres historiadors situen l'inici de la colonització prop de 1530, quan va començar la cultura de la canya de sucre i la instal·lació de Ingeni sucrer per a la fabricació de sucre. Durant el segle xvi, les poblacions colonitzadores es concentraven en el litoral, ja que els colons li tenien por al bosc i als indis. Tal cosa va començar a canviar quan els jesuïtes van començar a fundar missions a l'interior. A partir d'aquí, va augmentar considerablement l'extensió del territori, per accions d'expedicions militars del govern portuguès per expulsar estrangers (sobretot als jesuïtes), per l'exploració econòmica de riqueses naturals del Sertão, per l'acció dels bandeirantes que buscaven capturar indis i trobar metalls preciosos, i pels criadors de bestiar els ramats del qual i hisendes van ser "empesos" a l'interior.
Desenes de milers de persones van morir a conseqüència del contacte amb els europeus i les malalties per ells portades. Dolències com a grip, xarampió, tos ferina, tuberculosi i verola, van afectar societats indígenes senceres. Quant als processos d'adaptació social dels indígenes al model implantat pels conqueridors al territori per ells prèviament habitat, es pot dir que els europeus van instal·lar i van propiciar una ruptura demogràfica i social mitjançant la conquesta portuguesa, fent que els padrons primigenis d'organització social i de maneig de recursos naturals de les poblacions indígenes que actualment viuen al territori brasiler no anessin representatius dels padrons de les societats precoloniales. Aquest és un punt controvertit entre els investigadors, perquè encara no hi ha dades suficients provinents de treballs arqueològics, antropològics i d'història indígena que se centrin en l'impacte del contacte europeu sobre les poblacions natives perquè es pugui fer tal afirmació. Durant el segle xix, es van registrar alguns casos de brasilers que usaven les epidèmies de verola com a arma biològica contra els indis. Un cas "clàssic", segons l'antropòleg Mércio Pereira Gomes, és el de la vila de Caxias, en el sud de Maranhão, cap a 1816. Els hisendats, per aconseguir més terres, "obsequiaven" als indis timbira robes de persones infectades per la malaltia -que normalment eren cremades per evitar contaminació-.
Més enllà del mestissatge dels indígenes amb els europeus, el procés colonitzador de Brasil per part de la Corona Portuguesa va significar l'extinció de gran part de les societats originals que van viure al territori dominat, mitjançant l'acció armada, el contagi de malalties portades d'Europa desconegudes a Amèrica, o fins i tot, a través de la implantació hegemònica de polítiques d'assimilació dels indis a la nova societat. L'impacte va ser immens, i no hi ha xifres precises sobre la població existent cap a l'època de l'arribada dels europeus, tenint-se com a referents demogràfics estimatius l'any 1500 entre 1 a 10 milions d'habitants aborígens. S'estima que només en la conca amazónica van existir uns 5.600.000 habitants. També en termes estimatius, els lingüistes creuen que prop d'1.300 llengües diferents eren parlades per les diferents societats indígenes llavors existents al territori que correspon als actuals límits de Brasil. De tot allò, molt poc és el que queda avui dia.
L'extermini va continuar fins a èpoques relativament recents. Segons registra en la seva obra l'investigador i activista Stephen Corry «(...) El 1963, per exemple, la comunitat dels indígenes "cintes llargues" de Brasil va ser dinamitada des d'un avió per uns recol·lectors de cautxú que volien desfer-se d'ella. Durant el judici, dotze anys més tard, un dels assassins es va vanar obertament que “és bó matar indígenes”».

## Maneres d'habitatge
Tots els grups indígenes tenien com a característiques comunes l'absència del concepte de propietat material, perquè no s'interessaven per l'acumulació personal de riquesa; s'agrupaven en nacions, tribus i llogarets, on vivien en oques; el conjunt de diverses oques formava un llogaret, i el conjunt de llogarets una nació. El treball era dividit segons sexe i edat. La família podia ser monogámica o poligámica. Van llegar una forta herència cultural en els aliments, ensenyant als europeus a menjar mandioca, blat de moro, guaranà, margallons; en els objectes, les seves xarxes, canoes, paranys per a caça i pesca; en el vocabulari: en topònims com Curitiba, Piauí, etc.; en noms de fruites natives o d'animals: cajú, yacaré, tatú… Van ensenyar algunes tècniques com el treball en ceràmica i la preparació de farina, i van deixar hàbits com l'ús del tabac, o el costum de banyar-se diàriament.

### Els habitatges indígenes

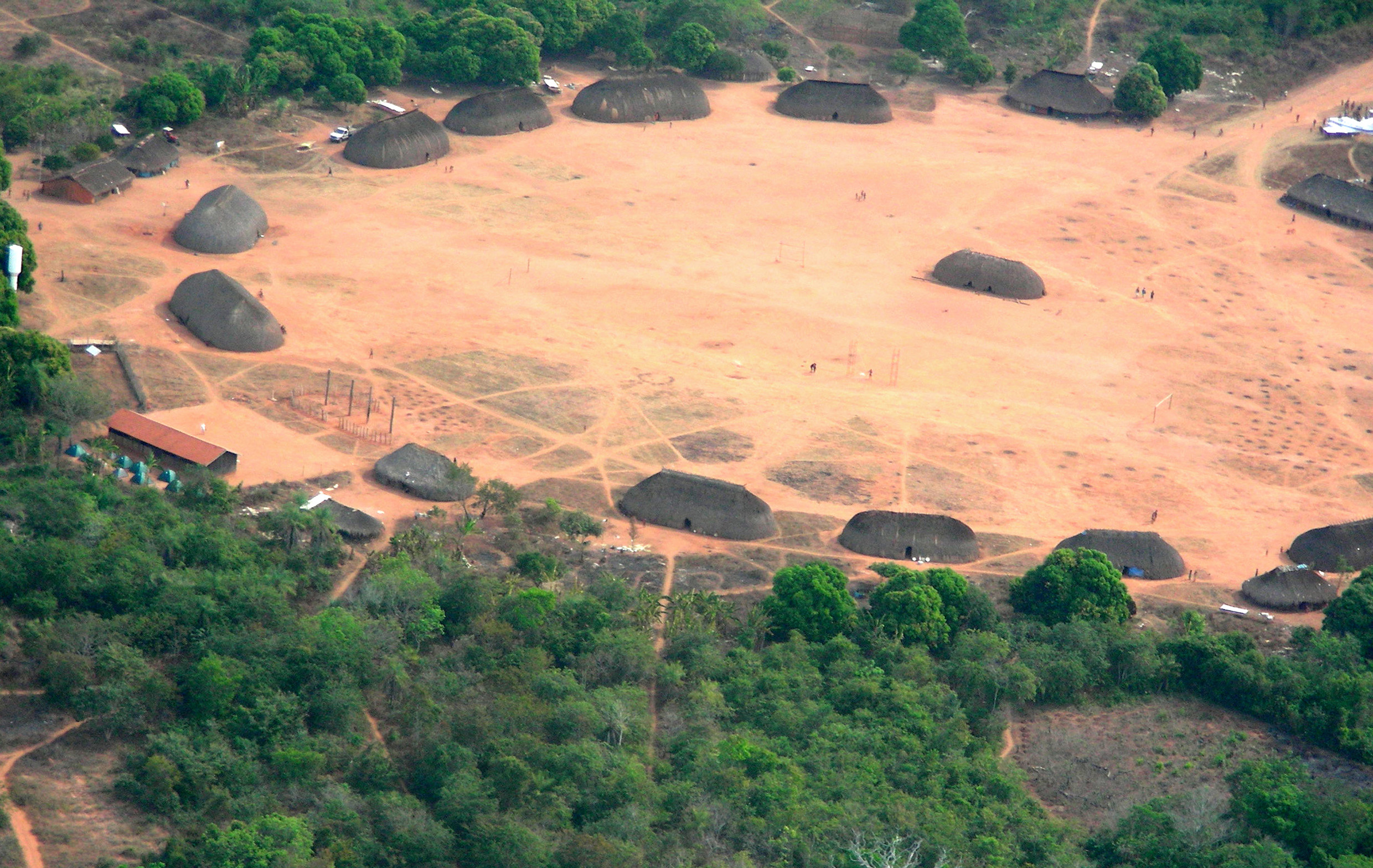
Llogaret en la Reserva Xingu.

Els Panarà viuen en llogarets circulars, on les residències estan situades fora del cercle. Al centre, espai per a activitats polítiques i rituals, es localitza la Casa dos Homens. Els llogarets dels Krahó segueixen l'ideal de disposició de les cases al llarg d'una llarga via circular, cadascuna unida per un camí radial al pati central. Els Gavião Parkatejê criden als seus llogarets Kaikotore, les que constan de 33 cases de maçoneria disposades en cercle, de prop de 200 metres de diàmetre. Tenen un llarg camí al voltant, enfront de les cases i diversos camins radials que condueixen al pati central, on es desenvolupen totes les activitats cerimonials. En gran part dels actuals llogarets xavante del Mato Grosso, les cases no segueixen el patró: unes combinen base de maçoneria i sostre de palla, unes altres són senceres de palla, però amb parets i sostre separats. El gust per habitatges de base circular, disposades conjuntament en forma de "ferradura" (un semicercle obert de cases cap al curs d'aigua més proper), continua, vigent entre els xavante. Entre els marubo, l'única construcció habitada és la casa allargada, coberta de palla i de farina des del cim al sòl, que es localitza al centre del llogaret. Les construccions que hi ha al voltant, alçades per pilars, serveixen més com a dipòsits i són de propietat individual. Els Enawene nawe viuen en llogarets formats per grans cases rectangulars i una casa circular, localitzada més o menys al centre, on estan guardades les seves flautes. Al pati central, són realitzats diversos rituals i jocs. Els Ianomami solen viure en una casa que congrega a diverses famílies, la maloca Toototobi, on es reuneixen tots els membres del llogaret, sent considerada com l'entitat política i econòmica autònoma. Les cases dels Assurini de l'estat de Pará, són construïts amb fusta de paxiúba (parets i pisos) i palla de ubim (cobertura i, de vegades, parets). L'arquitectura de les cases segueix el padró regional. Algunes són construïdes sobre palafits. Actualment, els Fulniô s'alternen entre dos llogarets. Una d'elles es localitza al costat de la ciutat de Águas Belas. L'altra és el lloc sagrat del ritual del Ouricuri, on els indígenes s'estableixen en els mesos de setembre i octubre.

### Art indígena
Des del segle xvi, diversos objectes per al sexe, edat i posició social. Exigeix també coneixements específics sobre els materials emprats, de les ocasions adequades per a la producció, etc. Les formes de manipular pigments, plomes, fibres vegetals, argila, fusta, pedra i altres materials confereixen singularitat a la producció amerindia, diferenciant-la de l'art occidental, així com de la producció africana o asiàtica. Per tant, no es tracta d'un únic “art indígena”, sinó de diversos “arts indígenes”, ja que cada poble posseeix particularitats en la seva manera d'expressar-se i de conferir sentit a les seves produccions. Les bases de tals expressions transcienden les peces exhibides en els museus i fires (atuells, cistells, carabasses, xarxes, rems, fletxes, bancs, màscares, escultures, mantells...), una vegada que el cos humà és pintat, escarificado i perforat; així com són construccions rocoses, arbres i altres formacions naturals; sense explicar la presència crucial de la dansa i de la música. En tots aquests casos, l'ordre estètic està vinculat a altres dominis del pensament, constituint mitjans de comunicació –entre homes, entre pobles i entre mons– i maneres de concebre, comprendre i reflectir l'ordre social i la cosmovisió dels indígenes. En les relacions entre els pobles, els artefactes també són objecte de canvi, inclusivament amb el “home blanc”. Últimament, el comerç amb la societat envolupant ha significat una alternativa de generació d'ingressos per mitjà de la valorització i divulgació de la seva producció cultural.

## Situació actual dels pobles indígenes brasilers

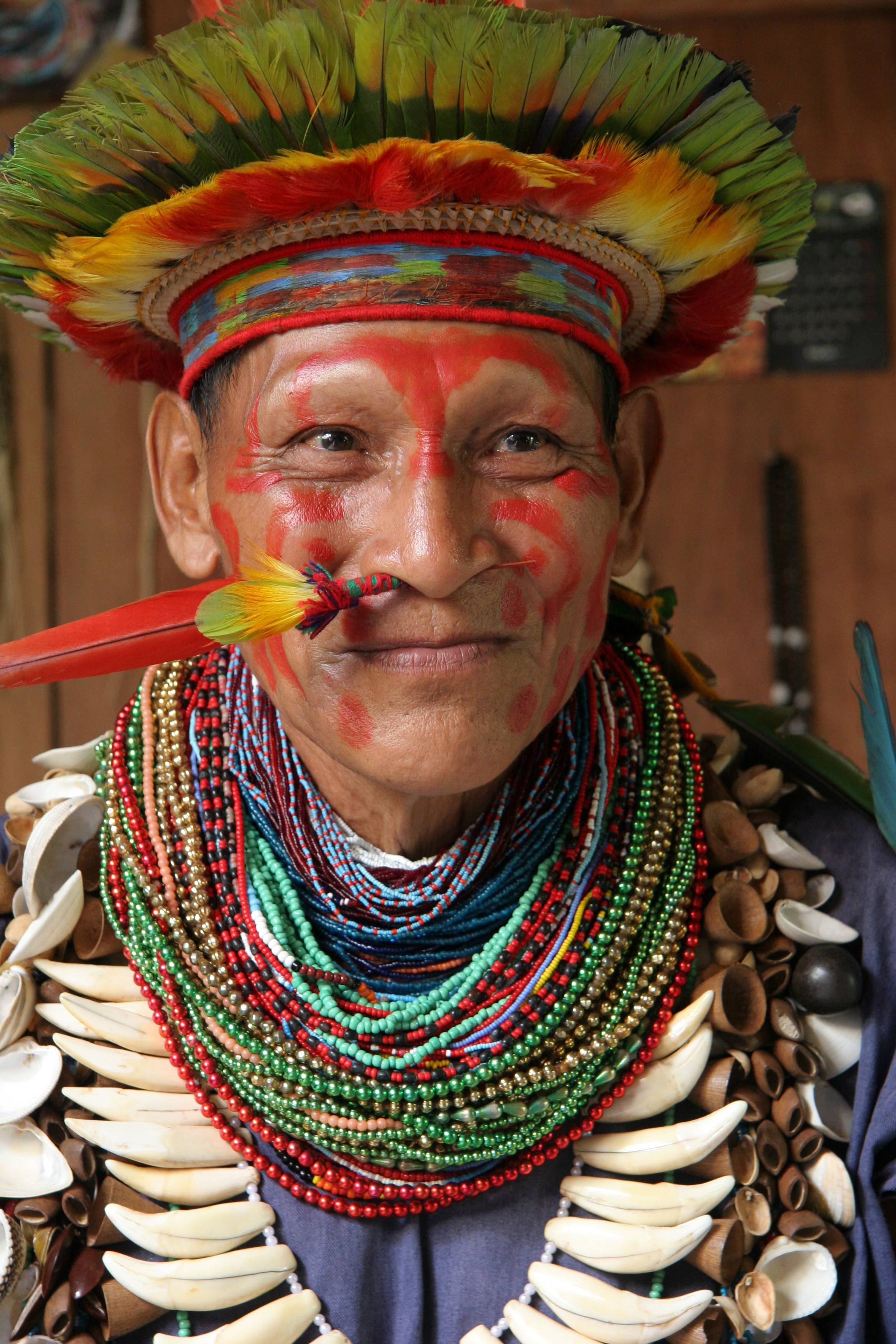
Xaman d'una tribu amazónica.

Quan s'observa el mapa de distribució dels pobles indígenes al territori brasiler actual, es pot veure clarament els reflexos del moviment d'expansió polític-econòmica ocorreguda històricament. Els pobles que habitaven la costa oriental, en la majoria parlants de llengües del tronc tupí-guaraní, van ser delmats, dominats o obligats a refugiar-se a les terres de l'interior per evitar el contacte. Avui, solament els Fulniô (de Pernambuco), els Maxakali (de Minas Gerais) i els Xokleng (de Santa Catalina) conserven les seves llengües. Curiosament, les seves llengües no són tupí, però pertanyents a tres famílies diferents lligades al tronc Macro-Gê. Els Guaranís, que viuen en diversos estats del Sud i Sud-est brasiler i que també conserven la seva llengua, migraron de l'Oest en direcció al litoral en anys relativament recents. Les altres societats indígenes que viuen en el Nord-est i Sud-est del país van perdre les seves llengües i només parlen portuguès, mantenint únicament i en alguns casos, paraules aïllades que utilitzen en rituals i altres expressions culturals. La major part de les societats indígenes que van aconseguir preservar els seus idiomes viu actualment en el Nord, Centre-Oest i Sud de Brasil. En altres regions, van ser sent expulsades a mesura que la urbanització avançava. Avui viuen prop de 460 mil indis, distribuïts en 225 societats indígenes, sent prop del 0,25% de la població total brasilera. cal esclarir que aquesta dada demogràfica considera només aquells indígenes que viuen en llogarets, havent-hi estimacions que, més enllà d'aquestes, hi ha entre 100 a 190 mil vivint fora de les terras indígenes, incloent àrees urbanes. Hi ha també 63 referències d'indis encara no contactats pel govern brasiler.

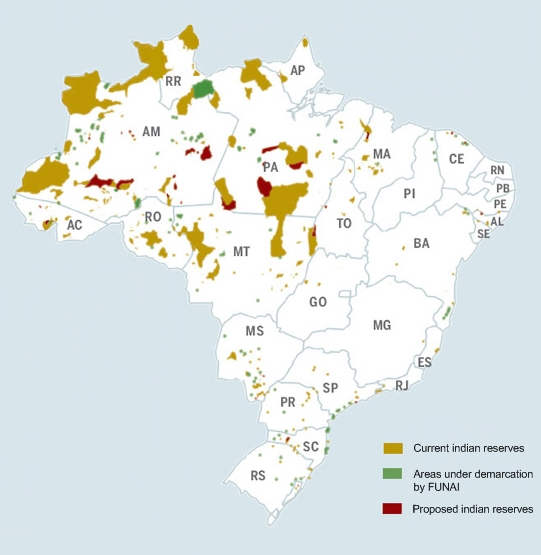
Estatus dels territoris indígenes a Brasil.

En les últimes dècades, el criteri de autoidentificación ètnica ha estat el més àmpliament acceptat pels estudiosos de la temàtica indígena. En els anys ‘50, l'antropòleg brasiler Darcy Ribeiro es va basar en la definició elaborada pels participants de l'II Congrés Indigenista Interamericano, a Perú, el 1949, per així definir a l'indígena com: 
«(...) aquella part de la població brasilera que presenta problemes de desadaptació a la societat nacional, motivats per la conservació de costums, hàbits o meres lleialtats que la vinculen a una tradició precolombina. O, en un sentit més ampli: indi és tot aquell individu reconegut com a membre per una comunitat precolombina que s'identifica ètnicament diferent de la nacional i és considerada indígena per la població brasilera amb la qual està en contacte.»
Una definició molt semblant va ser adoptada per l'Estatut do Índio (Llei Federal Nº 6.001, del 19.12.1973), que va orientar les relacions de l'Estat brasiler amb les poblacions indígenes fins a la promulgació de la Constitució de 1988.
Malgrat dècades de sostingut extermini, els indígenes de Brasil han aconseguit sobreviure. No només biològicament, sinó també des del punt de vista de les tradicions culturals, segons ho comproven estudis recents, els quals demostren que la població indígena ha anat augmentant amb certa rapidesa en les últimes dècades. Encara són un exemple concret i significatiu de la gran diversitat cultural existent al país. Els seus avantpassats van contribuir amb molts aspectes de les seves diversificades cultures a la formació del que actualment és Brasil: un país de vasta extensió territorial, la població de la qual està formada pels descendents d'europeus, negres, indígenes i, més recentment, d'immigrants provinents de països asiàtics, que van barrejar les seves diferents llengües, religions i tradicions culturals en general, propiciant la formació d'una nova cultura, fortament marcada per contrastos. Més de la meitat de la població indígena està localitzada a les regions Nord i Centre-Oest de Brasil, principalment a l'àrea de l'Amazònia. Així i tot, hi ha població indígena vivint en totes les regions brasileres, en major o menor nombre, exceptuant els estats de Piauí i Rio Grande do Norte.

### Problemes als quals s'enfronten
La majoria dels pobles indígenes de Brasil han vist el seu territori reduït al mínim després de successives invasions, expulsions i usurpacions a les mans del Govern, empreses madereras, ranxos ramaders i grans plantacions. El contacte amb colons, cercadors d'or i altres treballadors, que sovint operen de forma il·legal, ha causat contínues epidèmies de malalties davant les quals els pobles indígenes no tenen immunitat. Moltes comunitats han estat delmades.

### Alguns grups ètnics

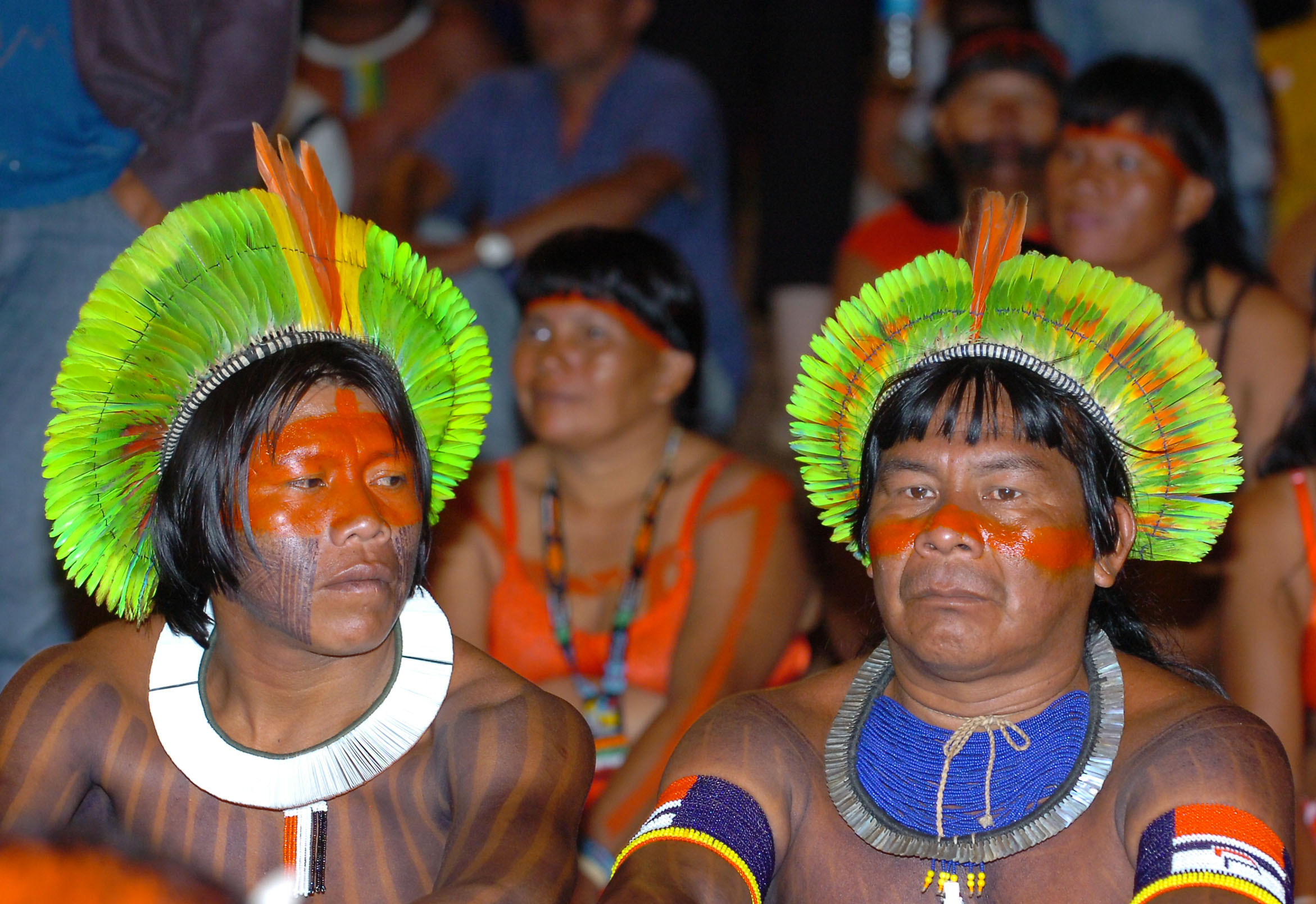
Audiència pública sobre drets humans dels pobles indígenes a Brasília (2007).

- Aché
- Amanyé
- Awá
- Baniwa
- Botocudo
- Chamacoco
- Chiripá
- Cubeo
- Enawene nawe (Saluma)
- Guenoa
- Guaranís
- Guaycurú
- Hupdë
- Káingang
- Kamayurá
- Karajá
- Kayapó
- Korubo
- Mbyá
- Munduruku
- Ofaié
- Paí tavyterá
- Panará
- Payaguá
- Pirahã
- Quilombolo
- Tapirape
- Wapixana
- Ticuna
- Tremembé
- Tucanos
- Tupís
- Tupiniquin (Tupinikim)
- Xavante
- Xokó
- Xucuru
- Yanomami
- Yawanawa
- Zo'é

### Llengües indígenes de Brasil

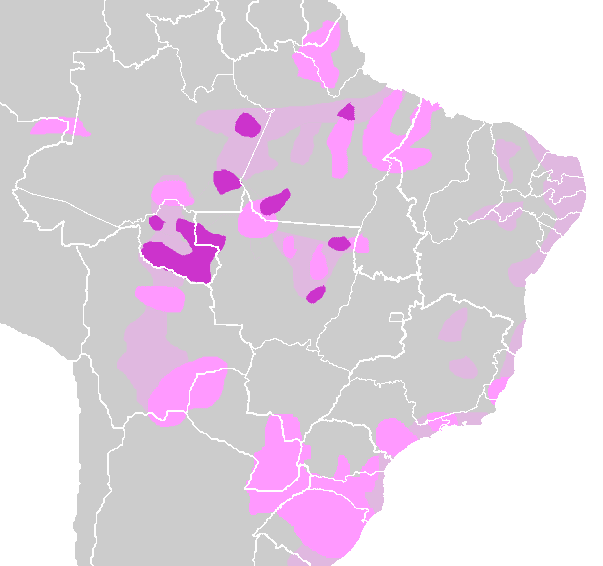
Les llengües tupí són la família de llengües més estesa de tota l'Amazònia.

Actualment a Brasil se segueixen parlant unes 170 llengües indígenes, que s'han classificat en unes 20 famílies de llengües diferents. La gran majoria d'aquestes llengües estan molt minoritzades, el nombre mitjà de parlants de llengua indígena estava entorn de 155 individus el 1999. La major part dels indígenes són bilingües en portuguès, tendint a desaparèixer el monolingüisme entre els indígenes. Les principals famílies de llengües indígenes a Brasil són les llengües tupí, les llengües arawak, les llengües macro-yê i les llengües caribes.